# Елхан Кълков
Елхан Мехмедов Кълков е български политик, народен представител от Движението за права и свободи.

## Биография
Роден е на 26 октомври 1973 година в неврокопското село Плетена. По образование е икономист. Избиран е за народен представител от ДПС.
На парламентарните избори в България през ноември 2021 година е избран за депутат с листата на ДПС в 1 МИР Благоевград.